# Jan Andersson i Jönvik
Jan Andersson (i riksdagen kallad Andersson i Jönvik), född 25 mars 1819 i Garpenbergs socken, Kopparbergs län, död 1 maj 1903 i Hedemora, var en svensk hemmansägare och riksdagsman (lantmannapartist).
Andersson var ägare till hemmanet Tolvmans i Jönvik, Garpenbergs socken. Han företrädde bondeståndet i Hedemora domsaga vid ståndsriksdagarna 1859/60, 1862/63 samt 1865/66 och efter representationsreformen ledamot av andra kammaren 1867-1884 för Hedemora domsagas valkrets. I riksdagen skrev han 13 egna motioner, särskilt om järnvägsfrågor, som norra stambanans fortsättning över Avesta till Storvik. Andra motioner gällde åtgärder för att avhända svenska avhända svenska staten ön S:t Barthélemy.
Andersson var en av stiftarna av Garpenbergs-Hedemora Sparbank och styrelseledamot i Södra Dalarnas Järnväg. Norra stambanans skarpa krökning i Krylbo benämndes förr "Jans krok", då han ansågs ha haft inflytande över järnvägens dragning.